# Parchimetro
Il parchimetro, indicato anche con il termine recentemente più diffuso di parcometro, è un dispositivo di controllo della sosta veicolare finalizzato all'acquisto e fruizione di un diritto di sosta, tipicamente a tempo. Nella versione a colonna (servente un singolo stallo di sosta) il tempo residuo è indicato direttamente sul dispositivo; mentre la versione più moderna (multi stallo) emette un titolo attestante il diritto alla sosta, indicante la scadenza del tempo acquistato. Il documento stampato (biglietto o ticket) deve essere esposto in maniera visibile sul cruscotto dell'autovettura. Alcune recenti alternative prevedono l'introduzione di un identificativo (targa o posto auto) che rende, di fatto, opzionale la necessità dell'esposizione del biglietto sul veicolo.

## Storia
Fu inventato da Carl Magee, un giornalista statunitense, nel 1932. L'idea nacque ricercando un dispositivo che regolasse in maniera automatica la sosta degli autoveicoli nei parcheggi pubblici particolarmente affollati.
In Italia la grande diffusione dei parchimetri si è avuta dalla metà degli anni '70, molto diffuso un apparecchio della Kienzle, gli addetti alla riscossione del denaro dovevano giornalmente svuotare la cassa e ricaricare la molla dell'orologio; dagli anni 2000 è in fase di sviluppo un miglioramento tecnologico del prodotto, con l'affiancamento di altri sistemi di pagamento di tipo elettronico ed informatico.
I parchimetri installati in Italia sono soggetti a omologazione nazionale ai sensi del codice della strada vigente ed in conformità con le normative europee ENI UN ISO 12414 che hanno sostituito la norma CEI114/1 e CEI114/2.
Nel 2020 è stata emanata da UNI la nuova normativa di riferimento UNI EN ISO 12414-2020 che sostituisce la precedente edizione del 2001. La nuova norma classifica diverse categorie di parcometro sulla base del loro livello di interconnessione e rispetto ad alcune funzionalità applicate ai piani della sosta emerse nell'evoluzione di questi prodotti.
Il ministero delle infrastrutture e dei trasporti, che rilascia l'approvazione ai sensi dell'Art 7 del Codice della Strada, richiede vincoli (come il grado di protezione IP) derivanti dalla normativa nazionale e l'adeguamento dei terminali alla nuova UNI EN12414 per le nuove approvazioni, mentre disciplina un regime transitorio in cui parcometri omologati con la precedente norma possono essere commercializzati in Italia fino al 31 dicembre 2025 (Decreto Ministeriale 29 settembre 2023).
Il numero del certificato di omologazione deve essere presente sui dispositivi installati su strada.

## Caratteristiche
Il concetto base dei parchimetri (o parcometri) fu ideato da Carl Magee. e la prima loro installazione avvenne nella città di Oklahoma City, stato dell'Oklahoma, il 16 luglio 1935.
La produzione su scala industriale di parchimetri avvenne a partire dall'anno successivo 1936 fino a toccare il punto di massima espansione a metà degli anni ottanta.
Il primo modello era basato sulla tecnica dell'inserimento di una singola moneta ed un rudimentale meccanismo di programmazione del tempo di posteggio acquisito che indicava, attraverso una lancetta ed una piccola bandiera a barra, il tempo di scadenza del periodo di sosta pagato.
Nella realtà dei fatti, ben pochi cambiamenti sono stati apportati ai parchimetri - sul piano tecnologico strettamente concettuale, ma anche su quello del design - nei successivi quarant'anni dall'introduzione del sistema, se si eccettuano le piccole modifiche nell'uso dei materiali adottati e della configurazione dei visori di dialogo double-headed.

Ugualmente, a metà degli anni ottanta l'avvento dell'era digitale ha portato ad una sostituzione di alcune componenti meccaniche con altrettante elettroniche, in particolare riguardo ai visori e alle tastiere d'uso. Questo ha consentito nuove possibilità strumentali ai parchimetri, come la programmazione di tariffe composite in memoria EEPROM in grado di accettare pagamenti con monetine di taglio differente.
Infine, nei primi anni novanta milioni di parchimetri sono stati dimessi in conseguenza dell'adozione di nuove forme di pagamento delle tariffe orarie di posteggio e all'uso di macchinari chiamati pay and display (parcometri) collegabili anche a forme di pagamento elettronico (moneta elettronica). In conseguenza di ciò l'industria dei parchimetri si è convertita nella produzione dei "Parcometri" e resta in continua evoluzione.
I parchimetri sono normalmente costituiti da una serie di elementi e caratteristiche che li caratterizzano e differenziano, pur partendo da una serie di elementi obbligatori e previsti dalla norma sopra citata.
Tra questi elementi figurano:
- Carpenterie: differenti per forme, rivestimenti, colorazioni e qualità dei materiali
- Modalità di pagamento: possono essere modificate e/o aggiornate anche per fasi successive; tra esse figurano: moneta contante, tessere ricaricabili o usa e getta, carte bancarie e banconote. In alcune applicazioni i parchimetri possono accettare anche particolari tipologie di tessera realizzate per creare circuiti di pagamento locali (le cosiddette carte città) o interfunzionali (ovvero tessere integrate).
- Modalità di alimentazione: i parchimetri sono alimentati normalmente da batterie (alimentazione primaria) ricaricabili. Tra i dispositivi di ricarica sono previsti gli allacciamenti alla rete elettrica, il pannello fotovoltaico o pile di supporto usa e getta. Dagli anni novanta la maggioranza dei parchimetri installati in Italia sono dotati di pannello solare direttamente montato sul cappello del terminale o su un palo esterno alla struttura.
- Altri elementi: tra gli altri elementi tipici del prodotto sono da segnalare i pannelli di istruzioni, i tasti di differente dimensione e qualità, i display per le informazioni e differenti qualità di contenitori per i corrispettivi in moneta e/o banconote.
- La Legge di Stabilità 2016 (artt. 901-902) prevede l'obbligo di dotare tutti i parchimetri in Italia i POS perla lettura di carte di credito e debito dal 1° di luglio 2016.
- Qualora sia previsto il collegamento dei terminali a un sistema in Cloud per la loro gestione tecnica, contabile, statistica e per l'applicazione dei moderni sistemi di tariffazione e pagamento, tale soluzione (SaaS) dovrà essere qualificata dal fornitore su marketplace ACN. Il catalogo dei servizi SaaS qualificati per la Pubblica Amministrazione è pubblicato e viene aggiornato sul portale di ACN

## Evoluzioni
Sia in molte città italiane che europee è stata avviata a partire dagli anni duemila un'evoluzione del concetto della sosta a pagamento che ha coinvolto tanto i materiali utilizzati quanto la regolamentazione d'accesso e utilizzo dei macchinari.
Mentre negli anni ottanta e novanta la sosta a pagamento era vista come un modo di risolvere le esigenze economiche legate alla circolazione e al parcheggio dei veicoli, in questi ultimi anni il problema della sosta si sta inserendo nelle tematiche più strettamente legate all'ingegneria del traffico e ai metodi di gestione e razionalizzazione delle aree urbane.
Questi nuovi concetti spingono le città a dotarsi di sistemi centralizzati ed integrati per il controllo dei parcheggi e il monitoraggio del traffico in grado di reagire alle condizioni ambientali circostanti.
In quest'ottica, l'evoluzione dei parchimetri si orienta verso l'implementazione di sistemi centralizzati e informatizzati, come previsto dall'articolo 36, comma 4, del nuovo codice della strada.
Alle caratteristiche precedentemente menzionate si aggiunge, tra i valori di un parchimetro, la centralizzazione dei software di gestione. Questa funzione consente di verificare il corretto funzionamento dei dispositivi e di registrare i dati statistici e contabili, oltre a facilitare le integrazioni attive tra i vari software e i sistemi responsabili del monitoraggio e del controllo degli altri dispositivi di regolamentazione del traffico.
In questa prospettiva il parchimetro concorre, unitamente agli altri sistemi centralizzati ed informatizzati, alla creazione di modelli delle città in grado di regolamentare il traffico e prevenire i fenomeni di congestione. Questa evoluzione, contraddistinta anche da fenomeni di contrapposizione, ha tuttavia segnato il passaggio dall'era dei parcometri elettromeccanici a quello dei sistemi di centralizzazione e controllo del traffico.
Al parchimetro tradizionale negli anni novanta si è affiancato il gratta e sosta, un tagliando prepagato e usa e getta, su cui scegliere la tariffa oraria grattandola e da posizionare sul cruscotto durante la sosta per permettere i controlli.
Negli anni duemila ha iniziato lentamente a diffondersi come sperimentazione anche la sua versione digitale migliorata, per ora presente solo in alcune città: un parcometro ricaricabile e portatile. Si tratta di un piccolo dispositivo informatico da tenere in auto, connesso ai sistemi di gestione centrali e contenente una ricarica prepagata (ricaricabile da parte del cliente in alcuni punti convenzionati) che viene esposto sul cruscotto o appeso allo specchietto retrovisore dell'autovettura per permettere di pagare solo i minuti effettivi di sosta; tale apparecchio viene acceso quando si parcheggia e spento quando si ritorna all'auto; il sistema non è diventato capillare sia per la necessità di un piccolo investimento iniziale da parte di ogni cliente per noleggiare il proprio dispositivo, sia perché attualmente legato solo ad accordi tra aziende private e singoli comuni che hanno creato una situazione "a macchia di leopardo", per cui il dispositivo che funziona in una città non necessariamente sarà utilizzabile nelle città vicine, scoraggiando l'investimento iniziale.
Sempre a partire dai primi anni Duemila ai parcometri sono stati affiancati sistemi di pagamento con telefonia mobile ed APP di diversa tipologia. Per questo tipo di sistemi non è prevista in Italia alcuna forma di regolamentazione, contrariamente a quanto previsto per i parcometri (contemplati dal Codice della Strada e regolamentati da Norme Tecniche Europee e Nazionali).